# Éliminatoires du Championnat d'Europe de football 2000, groupe 8
Cet article donne le calendrier, les résultats des matches ainsi que le classement du groupe 8 des éliminatoires de l'Euro 2000.

## Classement
| Rang | Équipe               | Pts | J | G | N | P | Bp | Bc | Diff |  | Résultats (▼ dom., ► ext.) |     |     |     |     |     |
| ---- | -------------------- | --- | - | - | - | - | -- | -- | ---- |  | -------------------------- | --- | --- | --- | --- | --- |
| 1    | RF Yougoslavie       | 17  | 8 | 5 | 2 | 1 | 18 | 8  | +10  |  | RF Yougoslavie             |     | 1-0 | 0-0 | 3-1 | 4-1 |
| 2    | République d'Irlande | 16  | 8 | 5 | 1 | 2 | 14 | 6  | +8   |  | République d'Irlande       | 2-1 |     | 2-0 | 1-0 | 5-0 |
| 3    | Croatie              | 15  | 8 | 4 | 3 | 1 | 13 | 9  | +4   |  | Croatie                    | 2-2 | 1-0 |     | 3-2 | 2-1 |
| 4    | Macédoine            | 8   | 8 | 2 | 2 | 4 | 13 | 14 | -1   |  | Macédoine                  | 2-4 | 1-1 | 1-1 |     | 4-0 |
| 5    | Malte                | 0   | 8 | 0 | 0 | 8 | 6  | 27 | -21  |  | Malte                      | 0-3 | 2-3 | 1-4 | 1-2 |     |

## Résultats et calendrier
| 5 septembre 1998 | République d'Irlande            | 2 - 0 | Croatie | Lansdowne Road, Dublin                              |                                                     |
|                  | Irwin 4e (pen.) · Roy Keane 16e |       |         | Spectateurs : 34 000 Arbitrage : Vítor Melo Pereira | Spectateurs : 34 000 Arbitrage : Vítor Melo Pereira |

| 6 septembre 1998 | Macédoine                                  | 4 - 0 | Malte | Gradski Stadion, Skopje                      |                                              |
|                  | Božinov (en) 20e 47e · Šakiri (en) 70e 76e |       |       | Spectateurs : 4 000 Arbitrage : Jan Wegereef | Spectateurs : 4 000 Arbitrage : Jan Wegereef |

| 10 octobre 1998 | Malte                | 1 - 4 | Croatie                                  | Ta' Qali Stadium, Ta' Qali                     |                                                |
|                 | Suda (en) 29e (pen.) |       | 54e Šimić · 67e 74e Vugrinec · 82e Šuker | Spectateurs : 5 170 Arbitrage : Bohdan Benedik | Spectateurs : 5 170 Arbitrage : Bohdan Benedik |

| 14 octobre 1998 | Croatie                   | 3 - 2 | Macédoine                          | Stade Maksimir, Zagreb                           |                                                  |
|                 | Šuker 16e · Boban 45e 70e |       | 2e Ćirić (en) · 55e Šainovski (en) | Spectateurs : 8 541 Arbitrage : Nikolaï Levnikov | Spectateurs : 8 541 Arbitrage : Nikolaï Levnikov |

| 14 octobre 1998 | République d'Irlande                                         | 5 - 0 | Malte | Lansdowne Road, Dublin                           |                                                  |
|                 | Robbie Keane 17e 19e · Roy Keane 54e · Quinn 62e · Breen 82e |       |       | Spectateurs : 34 500 Arbitrage : Roy Helge Olsen | Spectateurs : 34 500 Arbitrage : Roy Helge Olsen |

| 18 novembre 1998 | Malte             | 1 - 2 | Macédoine                             | Ta' Qali Stadium, Ta' Qali                     |                                                |
|                  | Sixsmith (en) 69e |       | 49e Nikolovski · 63e Zaharievski (en) | Spectateurs : 4 671 Arbitrage : Sergei Shmolik | Spectateurs : 4 671 Arbitrage : Sergei Shmolik |

| 18 novembre 1998 | RF Yougoslavie | 1 - 0 | République d'Irlande | Stade de l'Étoile rouge, Belgrade                  |                                                    |
|                  | Mijatović 64e  |       |                      | Spectateurs : 28 250 Arbitrage : Karl-Erik Nilsson | Spectateurs : 28 250 Arbitrage : Karl-Erik Nilsson |

| 10 février 1999 | Malte | 0 - 3 | RF Yougoslavie                | Ta' Qali Stadium, Ta' Qali                      |                                                 |
|                 |       |       | 22e 55e Nađ · 90+1e Milošević | Spectateurs : 5 167 Arbitrage : Pascal Garibian | Spectateurs : 5 167 Arbitrage : Pascal Garibian |

| 5 juin 1999 | Macédoine   | 1 - 1 | Croatie   | Gradski Stadion, Skopje                      |                                              |
|             | Hristov 80e |       | 20e Šuker | Spectateurs : 10 000 Arbitrage : Hugh Dallas | Spectateurs : 10 000 Arbitrage : Hugh Dallas |

| 8 juin 1999 | RF Yougoslavie                                    | 4 - 1 | Malte          | Stade de Toúmba, Thessalonique                |                                               |
|             | Mijatović 34e · Milošević 48e 90e · Kovačević 74e |       | 6e Saliba (en) | Spectateurs : 3 000 Arbitrage : Morgan Norman | Spectateurs : 3 000 Arbitrage : Morgan Norman |

| 9 juin 1999 | République d'Irlande | 1 - 0 | Macédoine | Lansdowne Road, Dublin                     |                                            |
|             | Quinn 60e            |       |           | Spectateurs : 28 108 Arbitrage : Urs Meier | Spectateurs : 28 108 Arbitrage : Urs Meier |

| 18 août 1999 | RF Yougoslavie | 0 - 0 | Croatie | Stade de l'Étoile rouge, Belgrade                   |
|              |                |       |         | Spectateurs : 48 282 Arbitrage : Kim Milton Nielsen |

| 21 août 1999 | Croatie                | 2 - 1 | Malte        | Stade Maksimir, Zagreb                         |                                                |
|              | Stanić 34e · Soldo 55e |       | 60e Carabott | Spectateurs : 19 205 Arbitrage : Atanas Uzunov | Spectateurs : 19 205 Arbitrage : Atanas Uzunov |

| 1er septembre 1999 | République d'Irlande           | 2 - 1 | RF Yougoslavie | Lansdowne Road, Dublin                             |                                                    |
|                    | Robbie Keane 54e · Kennedy 69e |       | 60e Stanković  | Spectateurs : 31 400 Arbitrage : Pierluigi Collina | Spectateurs : 31 400 Arbitrage : Pierluigi Collina |

| 4 septembre 1999 | Croatie     | 1 - 0 | République d'Irlande | Stade Maksimir, Zagreb                            |                                                   |
|                  | Šuker 90+1e |       |                      | Spectateurs : 21 032 Arbitrage : Manuel Díaz Vega | Spectateurs : 21 032 Arbitrage : Manuel Díaz Vega |

| 5 septembre 1999 | RF Yougoslavie                    | 3 - 1 | Macédoine             | Stade du Partizan, Belgrade                   |                                               |
|                  | Stojković 37e 54e · Savićević 77e |       | 64e (pen.) Ćirić (en) | Spectateurs : 20 320 Arbitrage : Anders Frisk | Spectateurs : 20 320 Arbitrage : Anders Frisk |

| 8 septembre 1999 | Macédoine                        | 2 - 4 | RF Yougoslavie                                                   | Gradski Stadion, Skopje                       |                                               |
|                  | Šakiri (en) 60e · Ćirić (en) 90e |       | 1re Milošević · 4e (csc) Babunski · 14e Stanković · 38e Drulović | Spectateurs : 13 000 Arbitrage : Ľuboš Micheľ | Spectateurs : 13 000 Arbitrage : Ľuboš Micheľ |

| 8 septembre 1999 | Malte                          | 2 - 3 | République d'Irlande                        | Ta' Qali Stadium, Ta' Qali                      |                                                 |
|                  | Said 61e · Carabott 68e (pen.) |       | 13e Robbie Keane · 20e Breen · 72e Staunton | Spectateurs : 8 122 Arbitrage : Sorin Corpodean | Spectateurs : 8 122 Arbitrage : Sorin Corpodean |

| 9 octobre 1999 | Croatie                 | 2 - 2 | RF Yougoslavie                | Stade Maksimir, Zagreb                              |                                                     |
|                | Bokšić 20e · Stanić 47e |       | 26e Mijatović · 31e Stanković | Spectateurs : 38 743 Arbitrage : José García-Aranda | Spectateurs : 38 743 Arbitrage : José García-Aranda |

| 9 octobre 1999 | Macédoine      | 1 - 1 | République d'Irlande | Gradski Stadion, Skopje                              |                                                      |
|                | Stavrevski 90e |       | 18e Quinn            | Spectateurs : 6 500 Arbitrage : Juan Fernández Marín | Spectateurs : 6 500 Arbitrage : Juan Fernández Marín |